# Frederick Fleet
Frederick Fleet (ur. 15 października 1887 w Liverpoolu, zm. 10 stycznia 1965 w Southamptonie) – obserwator na RMS Titanic; pełnił służbę w dniu 14 kwietnia 1912 w chwili kolizji statku z górą lodową.

## Życiorys
Fleet był sierotą. Wychowywał się w sierocińcach, przybranych rodzinach i u dalszych krewnych. W wieku 12 lat rozpoczął pracę na morzu i w 1903 został chłopcem okrętowym, stopniowo awansując na wykwalifikowanego marynarza. Przed zaciągnięciem się na Titanica przez cztery lata pracował na liniowcu RMS Oceanic, ale nigdy nie był obserwatorem. W kwietniu 1912 zameldował się na pokładzie Titanica.
14 kwietnia 1912, o godzinie 22:00, Fleet, razem z Reginaldem Lee, objął wachtę na bocianim gnieździe. Prowadzenie obserwacji było utrudnione ze względu na brak lornetek i pęd mroźnego powietrza wywołany prędkością poruszającego się statku. Przystosowanie wzroku do widzenia w nocy w takich warunkach mogło zająć nawet 20 minut. Wkrótce, z odległości 450–500 metrów, dostrzeżono górę lodową na kursie statku i poinformowano mostek kapitański. Prawdopodobnie to Lee pierwszy zauważył niebezpieczeństwo. Obserwatorzy pozostawali na stanowisku przez 20 minut po zderzeniu, zanim zostali zwolnieni ze służby.
Fleet udał się na pokład łodziowy, gdzie został skierowany do pomocy przy załadunku i opuszczaniu szalupy numer 7. Była to pierwsza szalupa, która opuściła tonący statek z 28 kobietami i dziećmi. Fleet został przydzielony do jej obsługi. Rankiem, 15 kwietnia, rozbitkowie zostali podjęci przez RMS Carpathia.
Od lipca do sierpnia 1912 pracował na należącym do White Star Line Olympicu. Wobec niechęci przełożonych do członków załogi, którzy przeżyli katastrofę, zaczął pracować dla linii Union-Castle Line. Karierę na morzu zakończył w 1936. W późniejszym okresie pracował w stoczni, a następnie sprzedawał gazety na ulicy w Southampton.
Po śmierci żony, 28 grudnia 1964, Fleet popadł w depresję. Dwa tygodnie później, w styczniu 1965, popełnił samobójstwo poprzez powieszenie. Jego ciało zostało odnalezione 10 stycznia 1965. Został pochowany w bezimiennym grobie na cmentarzu Hollybrook Cemetery w Southampton. W 1993 z inicjatywy stowarzyszenia Titanic Historical Society na grobie Fredericka Fleeta ustawiono kamień pamiątkowy ku jego pamięci.